# Tim Allen
Tim Allen, właśc. Timothy Alan Dick (ur. 13 czerwca 1953 w Denver) – amerykański aktor i komik.
19 listopada 2004 otrzymał własną gwiazdę w Alei Gwiazd w Los Angeles znajdującą się przy 6834 Hollywood Boulevard. 

## Życiorys

### Wczesne lata
Urodził się w Denver w Kolorado jako trzecie z sześciorga dzieci Marthy Katherine (z domu Fox), pracowniczki socjalnej i Geralda M. Dicka, agenta nieruchomościt. Ma dwóch starszych braci, a także dwóch młodszych braci i młodszą siostrę. Jego rodzina miała pochodzenie niemieckie, angielskie, irlandzkie, szkockie i walijskie. Jego ojciec zginął w wypadku samochodowym w listopadzie 1964, zderzając się z pijanym kierowcą, gdy Allen miał 11 lat. Dwa lata później, jego matka poślubiła swojego ukochanego z liceum, biznesmena i przeprowadziła się z sześciorgiem dzieci do Birmingham w Michigan, aby być z nowym mężem i jego trójką dzieci. W 1971 ukończył Ernest W. Seaholm High School w Birmingham, gdzie brał udział w zajęciach teatralnych i muzycznych (co zaowocowało jego zamiłowaniem do klasycznego fortepianu). Następnie uczęszczał na Central Michigan University, po czym w 1974 przeniósł się na studia aktorskie na Western Michigan University w Kalamazoo i ukończył w 1976. W 1998 Western Michigan przyznało Allenowi honorowy stopień w dziedzinie sztuk pięknych oraz nagrodę Distinguished Alumni Award.

### Kariera
W 1975 rozpoczął karierę jako komik stand-uper rozpoczął w klubie komediowym Mark Ridley’s Comedy Castle w Royal Oak, na przedmieściach Detroit. Podczas pobytu w Detroit zaczął zdobywać uznanie, występując w lokalnych reklamach telewizyjnych i w programach komediowych, takich jak Some Semblance of Sanity Gary’ego Thisona u boku Kevina Pollaka. 
Popularność wśród telewidzów zdobył dzięki roli Tima „The Toolmana” Taylora w sitcomie ABC Pan Złota Rączka (1991–1999), za którą otrzymał Złoty Glob (1995), People’s Choice Award (1992 i 1993–1999) i Nickelodeon Kids’ Choice Awards (1994–1997). Jako Jason Nasmith,  komandor Peter Quincy Taggart w komedii fantastycznonaukowej Kosmiczna załoga (1999) zdobył Nagrodę Saturna w kategorii najlepszy aktor. Rola Michaela Martina „Mike’a” Baxtera w sitcomie ABC/Fox Ostatni prawdziwy mężczyzna (2011–2021) przyniosła mu w 2012 nagrodę magazynu „TV Guide”.

## Życie prywatne
7 kwietnia 1984 poślubił Laurę Diebel, z którą z którą ma córkę Katherine „Kady”. 1 marca 2003 doszło do rozwodu. 7 października 2006 ożenił się z Jane Hajduk, z którą ma córkę Elizabeth (ur. 28 marca 2009).
2 października 1978, krótko po rozpoczęciu kariery podczas pracy w firmie reklamowej, 25-letni Allen został przyłapany na lotnisku w Michigan po tym, jak chciał sprzedać 650 gramów kokainy. Okazało się, że jego klientem był podstawiony policjant. Allenowi groziło dożywocie, ale jego wyrok został zmniejszony, gdy zgodził się przyznać do winy i podał władzom nazwiska około dwóch tuzinów innych handlarzy narkotyków. Allen spędził dwa lata i cztery miesiące w więzieniu federalnym w Minnesocie. Wyjawił nawet, że myśli o popełnieniu samobójstwa, ale zrezygnował z tego, ponieważ był pewien, że jego próba się nie powiedzie. Allen został zwolniony warunkowo w 1981, gdy miał 29 lat.

## Filmografia

### Filmy
- 1988: Tropikalny śnieg (Tropical Snow) jako bagażowy
- 1994: Śnięty Mikołaj (The Santa Clause) jako Scott Calvin / Święty Mikołaj
- 1995: Toy Story jako Buzz Astral (głos)
- 1997: Oszołom Show (Meet Wally Sparks) jako on sam
- 1997: Z dżungli do dżungli (Jungle 2 Jungle) jako Michael Cromwell
- 1997: Na dobre i złe (For Richer or Poorer) jako Brad Sexton
- 1999: Toy Story 2 jako Buzz Astral (głos)
- 1999: Kosmiczna załoga (Galaxy Quest) jako Jason Nesmith
- 2000: Buzz Lightyear of Star Command: The Adventure Begins jako Buzz Astral (głos)
- 2001: Paparazzi (Who Is Cletis Tout?) jako Jim
- 2001: Niejaki Joe (Joe somebody) jako Joe Scheffer
- 2002: Wielkie kłopoty (Big Trouble) jako Eliot Arnold
- 2002: Śnięty Mikołaj 2 (The Santa Clause 2) jako Święty Mikołaj / Scott Calvin/ Zabawkowy Mikołaj
- 2004: Święta Last Minute (Christmas with the Kranks) jako Luther Krank
- 2006: Na psa urok (The Shaggy Dog) jako Dave Douglas
- 2006: Auta (Cars) jako auto Buzz Astral (głos)
- 2006: Zoom: Akademia superbohaterów (Zoom) jako Jack / kapitan Zoom
- 2006: Śnięty Mikołaj 3: Uciekający Mikołaj (The Santa Clause 3: The Escape Clause) jako Święty Mikołaj / Scott Calvin
- 2007: Gang dzikich wieprzy (Wild Hogs) jako Doug Madsen
- 2008: Mistrz (Redbelt) jako Chet Frank
- 2009: Sześć żon i jeden pogrzeb (The Six Wives of Henry Lefay) jako Henry Lefay
- 2010: Wariat na wolności (Crazy on the outside) jako Thomas Zelda
- 2010: Toy Story 3 jako Buzz Astral (głos)
- 2011: Wakacje na Hawajach (Toy Story Toons: Hawaiian Vacation) jako Buzz Astral (głos)
- 2011: Toy Story: Zestaw pomniejszony (Toy Story Toons: Small Fry) jako Buzz Astral (głos)
- 2012: Imprezozaur Rex (Toy Story Toons: Partysaurus Rex) jako Buzz Astral (głos)
- 2012: 3 Geezers! jako Tim
- 2017: Święta w El Camino (El Camino Christmas) jako Larry Michael Roth
- 2018: Ralph Demolka w internecie (Ralph Breaks the Internet) jako
- 2019: Toy Story 4 jako Buzz Astral (głos)

### Seriale
- 1991-1999: Pan Złota Rączka (Home Improvement) jako Tim Taylor
- 1996: The Drew Carey Show jako on sam (gościnnie)
- 1997: Dusza człowiek (Soul Man) jako Tim Taylor
- 1998: The Larry Sanders Show jako on sam (gościnnie)
- 1998: Spin City jako Rags (głos)
- 2004: Jimmy Neutron: mały geniusz (The Adventures of Jimmy Neutron, Boy Genius) jako Meldar Prime (głos)
- 2011-2021: Ostatni prawdziwy mężczyzna (Last Man Standing) jako Mike Baxter / Tim Taylor
- 2015: Cristela jako Mike Baxter (gościnnie)
- 2020: Posterunek w Reno (Reno 911!) jako dowódca (gościnnie)
- 2022: Śnięty Mikołaj (The Santa Clauses) jako Scott Calvin / Święty Mikołaj

### Reżyser i scenarzysta
- 1991-1999: Pan Złota Rączka (Home Improvement)
- 2012: Wariat na wolności (Crazy on the outside)

### Producent
- 1991-1999:Pan Złota Rączka (Home Improvement)
- 2006: Na psa urok (The Shaggy Dog)
- 2006: Śnięty Mikołaj 3: Uciekający Mikołaj (The Santa Clause 3: The Escape Clause)
- 2012: Wariat na wolności (Crazy on the outside)